# Кумата
 Тази статия е за хижата.  За личността със същото име вижте Крум Новаков – Кумата.  
„Ку̀мата“ е туристическа хижа, намираща се в южната част на местността Боерица в планината Витоша. Сградата притежава отопление с ел. уреди, вътрешни санитарни възли, туристическа столова, бюфет и паркинг. 
Хижата е кръстена на Крум Новаков – Кумата, който е и сред първите инициатори за построяването ѝ. Строежът на хижата е завършен през 1927 година.

## Изходни пунктове
- местността Златните мостове (последна спирка на автобус № 63) – 1 час
- село Владая (спирка „Кметство Владая“ на автобуси № 58 и 59) – 2,30 ч
- квартал „Княжево“ на София (последна спирка на трамваи № 5 и 11) – 3,30 ч

## Съседни туристически обекти
- хижа „Еделвайс“ – 45 минути
- хижа „Тинтява“ – 1 час
- хижа „Боерица“ – 15 минути
- хижа „Борова гора“ – 15 минути
- хижа „Планинарска песен“ – 15 минути
- връх Черни връх – 2 часа пеш по маркирана пътека;